# Stylogaster rectinervis
Stylogaster rectinervis är en tvåvingeart som beskrevs av Aldrich 1930. Stylogaster rectinervis ingår i släktet Stylogaster och familjen stekelflugor. Inga underarter finns listade i Catalogue of Life.